# Смертю смерть подолав
Смертю смерть подолав[ISBN відсутній] — книга Михайла Томащука про боротьбу ОУН-УПА проти окупаційних режимів. Видана у 2002 році у місті Коломия.
Написана на основі зібраних матеріалів живих свідків подій і записаних у такій же формі, як вони відбувалися, викладені вони правдивими, такими як були. Друга цінність книжки та, що в ній зібрані матеріали про всі прошарки населення Прикарпаття. В боротьбі з окупантом брали участь селяни, робітники, службовці, інтелігенція. Дуже цінним розділом книги є нарис про Українську Повстанську Армію.